# La Chapelle-lès-Luxeuil
La Chapelle-lès-Luxeuil is een gemeente in het Franse departement Haute-Saône (regio Bourgogne-Franche-Comté) en telt 437 inwoners (2011). De plaats maakt deel uit van het arrondissement Lure.

## Geografie
De oppervlakte van La Chapelle-lès-Luxeuil bedraagt 7,7 km², de bevolkingsdichtheid is 56,8 inwoners per km².
De onderstaande kaart toont de ligging van La Chapelle-lès-Luxeuil met de belangrijkste infrastructuur en aangrenzende gemeenten.

## Demografie
Onderstaande figuur toont het verloop van het inwonertal (bron: INSEE-tellingen).